# Día de la Futbolista Argentina

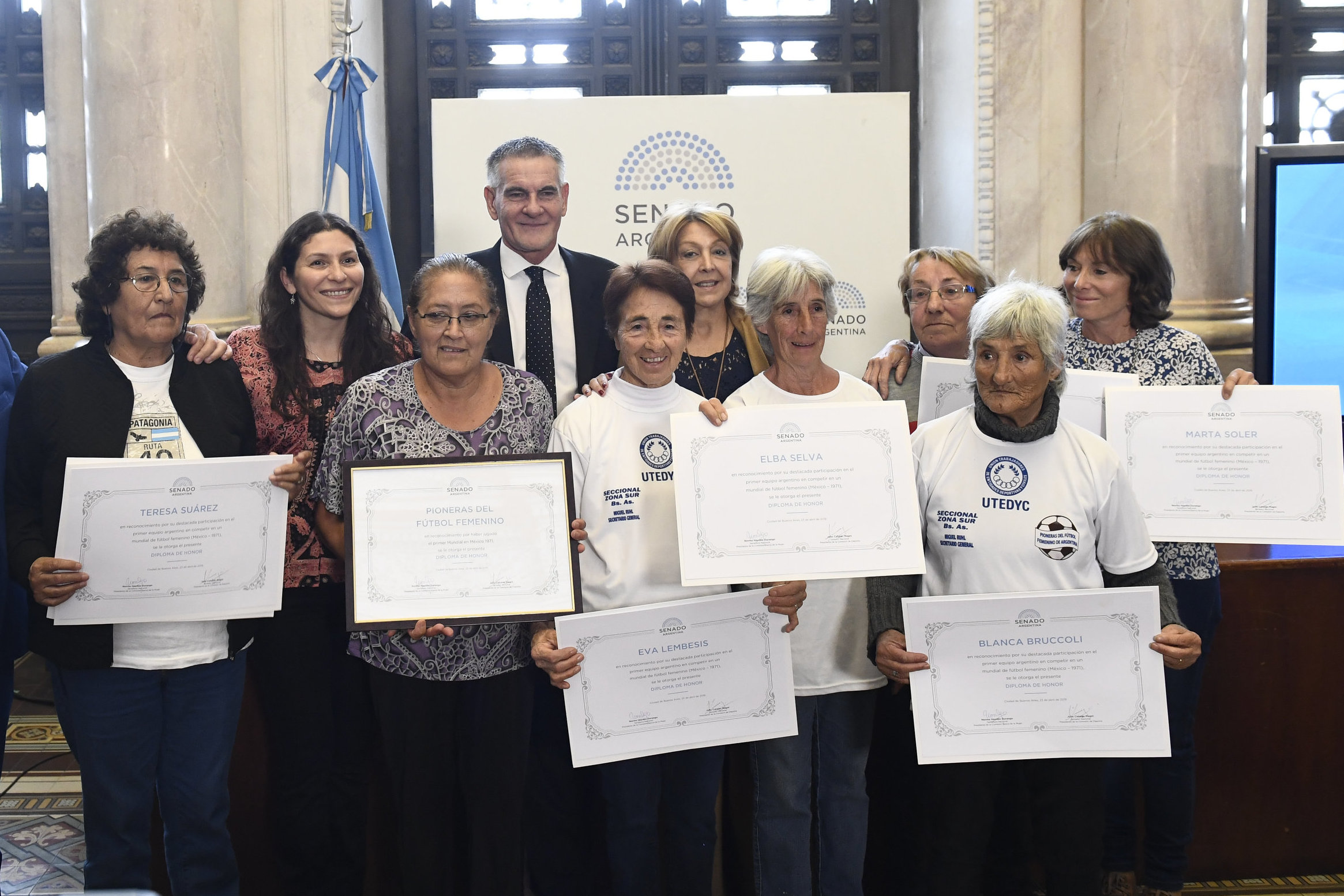
Futbolistas argentinas homenajeadas en el Senado de la Nación por su participación en el Mundial Femenino de 1971.

El Día de la Futbolista se celebra el 21 de agosto en Argentina y tiene su origen en los cuatro goles convertidos por Elba Selva el 21 de agosto de 1971 contra Inglaterra, en el primer mundial que jugó la selección femenina de fútbol de Argentina en el Estadio Azteca de México. El encuentro fue parte del II Campeonato Mundial de Fútbol Femenino, disputado en México.
Ese Mundial, que no fue considerado como oficial, se disputó del 15 de agosto al 5 de septiembre de 1971. Dinamarca se consagró campeón ante las locales, Italia quedó tercera y Argentina obtuvo el cuarto lugar del certamen.
La delegación de futbolistas trabajó en pos del sueño mundialista sin ningún tipo de apoyo económico. No contaron con botines, médico ni entrenador. Fueron 17 jugadoras que solventaron el viaje vendiendo cosas en las calles mexicanas para hacerse del dinero suficiente que les permitiera continuar en el campeonato y defender la camiseta de la selección argentina.
El equipo estuvo integrado por: Marta Soler, Carmen Brocoli, Ofelia Feito, Teresa Suárez, Zunilda Troncoso, Zulma Gómez, Eva Sembezis, Angélica Cardoso, Betty García, Elba Selva, Blanca Brocoli, Dora Gutiérrez, María Esther Ponce, María Fiorelli, Virginia Cattaneo, María Bowes y Virginia Andrada.